# Société internationale pour les droits de l'homme
Pour les articles homonymes, voir Sidhe (homonymie).
 (juillet 2024).
Si vous disposez d'ouvrages ou d'articles de référence ou si vous connaissez des sites web de qualité traitant du thème abordé ici, merci de compléter l'article en donnant les références utiles à sa vérifiabilité et en les liant à la section « Notes et références ».

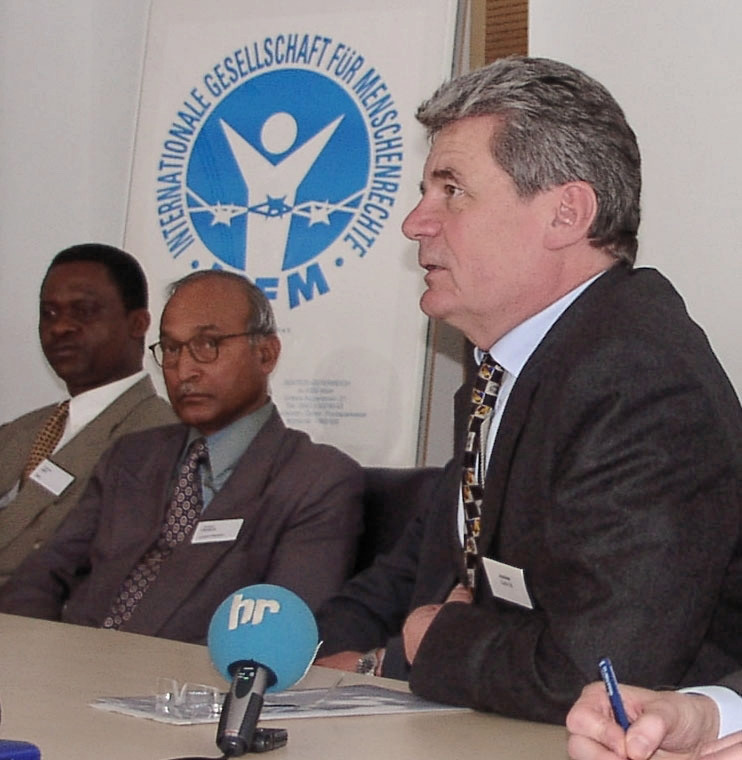
Le militant des droits de l'homme Joachim Gauck lors d'une conférence de presse de la Société internationale pour les droits de l'homme

La Société internationale pour les droits de l'Homme (SIDH, en allemand : Internationale Gesellschaft für Menschenrechte, IGFM) est une organisation non gouvernementale à but non lucratif œuvrant pour les droits de l'Homme. Elle possède le statut de participant au Conseil de l'Europe, et est membre du comité de liaison avec les ONG au Conseil de l'Europe. La SIDH a le statut d'observateur à la Commission africaine des droits de l'Homme. Elle est également associée avec le Département des Informations Publiques de l'ONU, et le statut de consultant effectif au Conseil économique et social des Nations unies.
La SIDH siège à Francfort-sur-le-Main, en Allemagne, et a été fondée en RFA le 8 avril 1972, sous le nom de Gesellschaft für Menschenrechte (GFM), dans le but de promouvoir la compréhension internationale et la tolérance dans toutes les cultures et les sociétés. Elle été chargée, à ses débuts, d'aider les individus qui partageaient ces principes, et, en conséquence, s'efforce d'agir de façon non-violente. Le fondateur était Iwan I. Agrusow, un ancien travailleur forcé russe, qui a décidé de rester en RFA après la fin de la Seconde Guerre mondiale, à cause du traitement des anciens travailleurs forcés en URSS (beaucoup d'entre eux étaient envoyés au Goulag à leur retour).
La société devient la Société Internationale pour les Droits de l'Homme en 1982, avec la fondation de filière en Autriche, en Suisse, au Royaume-Uni et en France - où elle est présidée par Patrice Champion. Puis, la société s'est développée jusqu'à inclure 35 sections nationales, groupes nationaux, comités régionaux et organisations affiliées autour du monde.
Les membres les plus célèbres de la SIDH sont :
- le chancelier de la RFA Ludwig Erhard ;
- l'ancien prince austro-hongrois Otto de Habsbourg-Lorraine ;
- l'ancien procureur général d'Allemagne Ludwig Martin ;
- l'activiste des droits de l'homme chinois Harry Wu.

Durant la guerre froide, la SIDH s'est majoritairement penchée sur la violation des droits de l'homme dans les pays du bloc soviétique. Les actions que l’association a menées pour la défense des dissidents soviétiques (Bukowski, Sakharov, Soljenitzyn, Sharansky), du Tchèque, Vaclav Havel, du Polonais : Lech Walesa et de son mouvement syndical Solidarnosc, des militants des droits civils baltes (Vitautas Landsbergis) ou encore des Allemands de RDA (Rainer Bäurich, Nico Hübner ou le Dr. Karl Heinz Nitschke) lui ont donné une grande notoriété en Europe.
La RDA a déclaré la SIDH comme « ennemi de l’État » en 1975, et la Stasi a lancé une campagne contre la société afin de la discréditer. Récemment, la SIDH se focalise sur la liberté de religion et la liberté de la presse dans des pays tels que la Chine et le Vietnam.
La société publie ses propres périodiques Human Right Worldwide (en anglais) et Menschenrechte (en allemand).